# Дисплазія
Дисплазі́я (від грец. δυσ (dys) — порушення і грец. πλάσει (plasei) — утворюю, ліплю, формую) — загальна назва наслідків неправильного формування у процесі ембріогенезу та постнатальному періоді окремих частин, органів або тканин організму; зміна розміру, форми та будови клітин, тканин або органів. Відбувається поширення недорозвинених клітин, з відповідним зменшенням кількості та зміною місцезнаходження нормальних клітин. Дисплазія часто є показником початку неопластичних процесів.
Синоніми: аномалія, вада, порушення розвитку.[джерело?]

## Ознаки
Дисплазія характеризується чотирма головними патологічними змінами:
1. Анізоцитоз (клітини нерівні за розміром);
2. Пойкілоцитоз (клітини аномальної форми);
3. Гіперхроматоз (аномалії в пігментації);
4. Аномалії у мітотичній активності клітин.[1]

Дисплазія, при якій розвиток та диференціація клітин не відбуваються, може бути протиставлена метаплазії, при якій клітини одного типу заміщуються клітинами іншого.

## Типологія
Термін «дисплазія» застосовується щодо різноманітних захворювань, в основі яких лежить аномалія розвитку тканини, клітини або органу:
- Дисплазія кульшового суглоба
- Дисплазія сполучної тканини
- Фіброзна дисплазія
- Метаепіфізарна дисплазія

Термін «диспластичний» застосовується щодо будь-якого патологічного процесу, в етимології якого лежить дисплазія:
- Диспластичний коксартроз
- Диспластичний статус
- Диспластичний сколіоз